# Mike Ireland
Michael "Mike" Ireland, né le 3 janvier 1974 à Winnipeg est un patineur de vitesse canadien spécialisé dans les épreuves de sprint (500 m et 1 000 m). Son frère Sean est également un patineur de vitesse.
Au niveau international, il fait ses débuts en 1994 en participant aux Jeux olympiques à Lillehammer, il prend part également à trois autres Jeux olympiques, avec comme meilleur résultat deux septièmes places aux 500 mètres de 2002 et 2006.
En 2001, il remporte son seul titre à l'occasion des Championnats du monde de sprint disputés à Inzell, après avoir fini deuxième en 2000.